# Sous le casque de cuir
Pour plus de détails, voir Fiche technique et Distribution.
Sous le casque de cuir est un film français réalisé par Albert de Courville et sorti en 1932.   

## Synopsis
La Roumanie est en guerre. Un soir de 1917, Florica Romanesco, une belle et mystérieuse roumaine franchit la porte de l'escadrille N.13, escadrille cosmopolite commandée par un Français, le capitaine Sourvian. On ne connait pas encore la raison précise de sa présence qui sème le trouble dans chacun de ces hommes unis par l'amitié et le service. Bientôt en proie à la folie amoureuse et du désir, les membres de l'escadrille ne cachent plus leurs rivalités naissantes. Heureusement, Florica met fin à cette ambiance tendue en ordonnant au capitaine Sourvian de l'emmener le lendemain au-delà de la ligne de front, au pied de la forteresse de Néamtzù pour y trouver le traître Sudek. L'homme est sur le point de livrer des documents secrets à l'ennemi. Aussi décollent-ils comme prévu mais c'est sans compter sur le refus de l'as Simianoff, aviateur russe membre de l'escadrille, de voir celle qu'il aime passionnément partir dans l'inconnu. L'avion de Sourvian et de Florica arrive finalement à destination. Pendant sa "mission spéciale", Florica est surprise et enfermée. Elle s'en tire finalement, se libérant des mains de Sudek en le tuant avec son revolver. Sourvian averti, il est déjà en vol pour la deuxième fois vers Néamtzu pour tenter de la sauver.

## Fiche technique
- Titre original : Sous le casque de cuir
- Réalisation : Albert de Courville, assisté de Max de Pourtales et Jacques Favre de Thierrens
- Scénario : Pierre Sabatier adapté  d'après le roman de René Chambe
- Direction artistique : Pierre Schild
- Photographie : Maurice Forster
- Musique : Jean de L'Épée et Jean Liamine
- Société de production : Cinemasques
- Pays  :  France
- Langue originale : français
- Format :  Noir et blanc - 1,37:1 - 35 mm - Son mono
- Genre : Drame
- Durée : 95 minutes
- Date de sortie :	
  - France : 22 avril 1932

Sources : Unifrance et IMDb

## Distribution
- Pierre Richard-Willm  : Le capitaine Sourvian
- Gina Manès : Florica Romanescu
- Gaston Modot : Le capitaine Simianoff
- Marie Barge : Helena
- Pierre Nay : Le Lt. des Roseaux
- Raymond Destac : Sudek
- Max Lerel : Reynier
- Georges Rigaud : Le Lt. Beaufort
- Henri Lévêque : Le Lt. Stream
- René Donnio
- Petitjean : Le Lt. Vintilla
- De Kerstrat : Le Col. Philipesti
- Dubreuil : Le Lt. Pola Vaccis

## Autour du film
René Chambe, l'auteur du roman dont le scénario est issu, s'est exprimé sur cette œuvre tirée de la sienne. Comprenant bien qu'un film ne peut être fidèle tout à fait à un récit écrit, il rappelle que là n'est pas la raison d'être de ce film dont le mérite est d'enfin porter pour la première fois au grand écran les exploits des ailes françaises durant la guerre (une première version de L'Equipage, d'après Kessel, est cependant sortie à l'époque du muet).